# ژوزه کولینز
ژوزه کولینز (انگلیسی: Jose Collins; ۲۳ مهٔ ۱۸۸۷ – ۶ دسامبر ۱۹۵۸)  خواننده و بازیگر اهل بریتانیا بود.